# 宣和博古图录

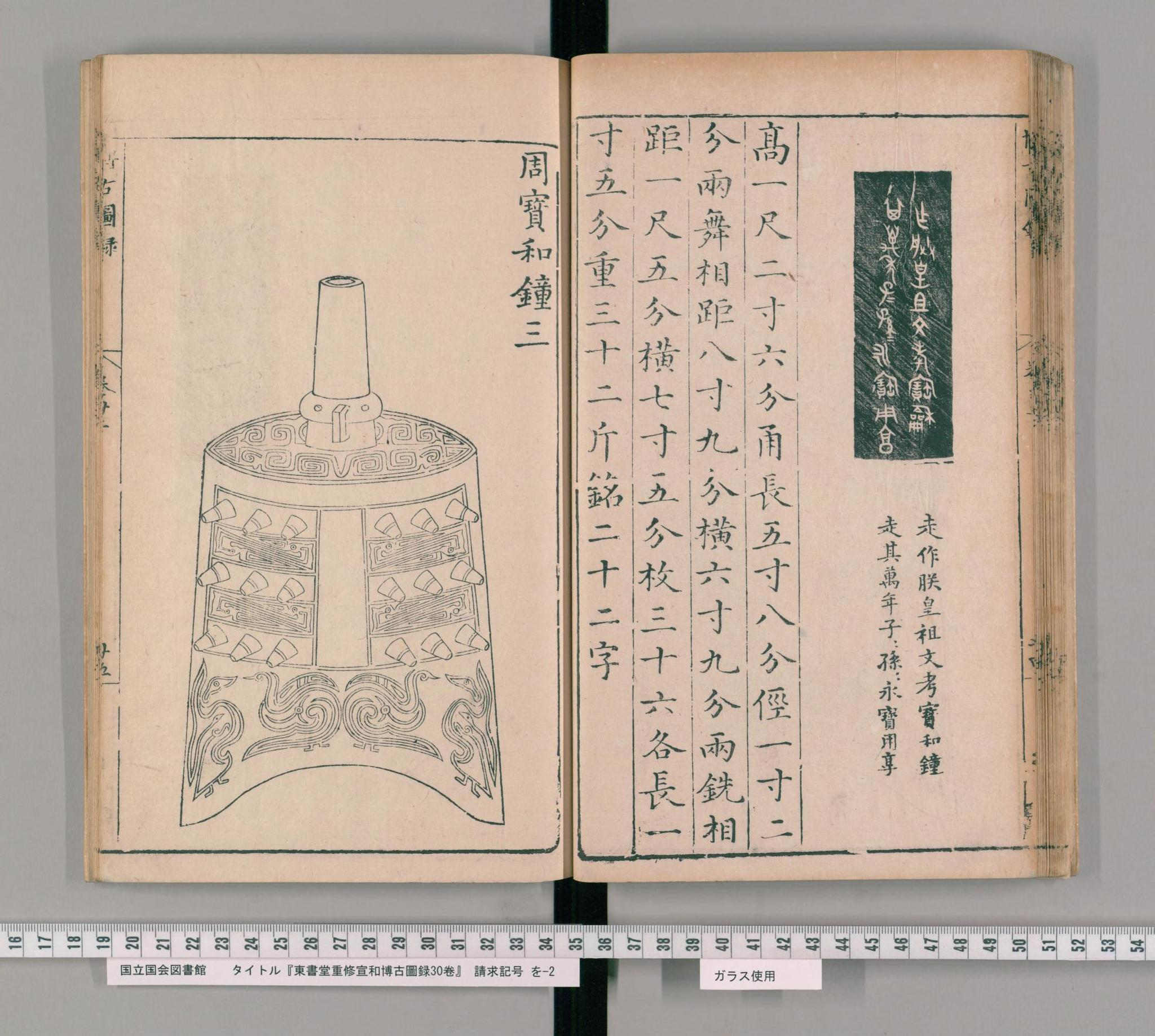
宣和博古圖錄

《宣和博古圖录》或称《博古图录》，由北宋宋徽宗敕撰，王黼編纂，收錄宣和殿所藏古青銅器的譜錄。 
大觀初年（1107年）開始編纂，成於宣和五年（1123年）後，三十卷，著錄當時北宋皇室在宣和殿所藏自商至唐的銅器八三九件，分為鼎、尊、罍、彝、舟、卣、瓶、壺、爵、觶、敦、簋、簠、鬲、鍑、盤、匜、鐘、磬、錞于、雜器、鏡鑒等，凡二十類。每類有總說，每器皆摹繪圖像，勾勒銘文，記錄尺寸、容量、重量等，並附考證，注有比例，考證頗為精審，每據實物訂正《三禮圖》之失，所定器名多沿用至今。